# Hans Springinklee
Hans Springinklee (* zwischen 1490 und 1495 in Nürnberg; † um 1540) war ein Nürnberger Maler und Graphiker, der für seine Holzschnitte bekannt ist. Er gilt als Schüler und Mitarbeiter Albrecht Dürers.

## Leben
Es gibt nur wenige Zeugnisse aus Hans Springinklees Leben. Weder sein genaues Geburts- noch Sterbedatum sind überliefert, so dass sich lediglich mutmaßen lässt, dass er wohl zwischen 1490 und 1495 in Nürnberg das Licht der Welt erblickte und nach 1524 – spätestens aber um 1540 – starb. Die erste schriftliche Erwähnung seines Namens datiert auf das Jahr 1520: In einem Beschluss des Nürnberger Rates wird ihm der Auftrag erteilt, die Räume der Kaiserburg in Vorbereitung auf einen Besuch Karls V. zu verschönern. 1547 berichtet der Schreibmeister Johann Neudörffer der Ältere, Springinklee habe in Dürers Haus gewohnt und dort auch sein Handwerk erlernt. Erste Holzschnitte sind aus dem Jahr 1512 oder 1513 überliefert; nach 1524 fehlt allerdings jedes Zeugnis von Springinklee. Vermutlich hat er in dieser Zeit Nürnberg verlassen; am 10. September 1527 wurden seine zwei Töchter erwähnt, die er zurückgelassen hatte; sie waren vor drei Jahren in die Obhut eines Mehlwägers gegeben worden, und der Vater des Malers, der Gürtler Jörg Springinklee, zahlte diesem 3 Gulden Unterhalt. In kirchlichen Registern findet sich der Name des Malers nicht, doch spricht der Astronom Johann Gabriel Doppelmayr 1730 davon, dass Springinklee noch bis 1540 in Nürnberg gelebt habe.

## Werk
Graphik

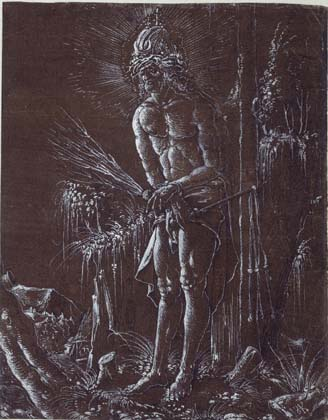
Stehender Schmerzensmann, ca. 1514

Als Mitarbeiter Dürers war Springinklee wesentlich an der Entstehung einiger Holzschnitte zu Ehren Kaiser Maximilians I. beteiligt, mit denen dieser den Nürnberger Meister betraut hatte (u. a. Die Ehrenpforte für Kaiser Maximilian I.). Springinklees Wirken dabei ist jedoch nicht eindeutig abzugrenzen, wahrscheinlich übertrug er Vorzeichnungen Dürers auf den Holzstock, mit dem dann gedruckt wurde (Reißen nennt man diese Tätigkeit). Ein erstes Blatt mit seinem Monogramm (HSK) ist das Das Wunder der Heilige Wilgeffortis von 1513. Aus dem gleichen Jahr stammt ein Holzschnitt mit dem Titel Kaiser Maximilian ehret das Andenken der Vorväter, er befindet sich im so genannten Weiß Kunig, einer prächtig ausgestatteten Lebensbeschreibung Maximilians I.
Ab 1516 tritt Springinklee in erster Linie als Illustrator von Bibeln hervor, die im Verlag Anton Kobergers erscheinen. Dieser druckt auch mehrere Auflagen des Andachtsbuches Hortulus animae (dt. Seelengärtlein), für die insgesamt über 100 Holzschnitte entstehen. Hauptsächlich alttestamentliche Motive wie etwa der Heilige Hieronymus (1520) oder die Geburt der Eva (1521) tragen Springinklees Initialen.
Lange Zeit hielt man einen Holzschnitt aus dem Jahre 1522 mit dem Titel Abundantia (auch als Bacchantin bezeichnet) für das letzte eindeutig dem Dürerschüler zuzuordnende Werk. Wahrscheinlich aber ist er auch der Urheber eines auf 1524 zu datierenden evangelischen Bekenntnisbildes in der Pfarrkirche von Roßtal.
Kunsthistoriker heben Springinklees feine Schraffuren hervor und – als entscheidendes Charakteristikum – relative grobe Schattierungen, welche Fluchtlinien verschwimmen lassen. Erst mit seinem Spätwerk hat er sich wohl von der komplizierte Detailgestaltung des Dürerschen Stils emanzipieren können.
Malerei

Als Maler ist Springinklee relativ unbekannt. In der näheren Umgebung Nürnbergs jedoch stammen einige Altarbilder und Gemälde in Kirchen aus seiner Hand, so z. B. der gotische Flügelaltar der Peter-und-Paul-Kirche in Poppenreuth (Sankt Laurentius und Sankt Stephanus sind die Motive). Im Kunstmuseum Basel befindet sich eine Zeichnung aus dem Jahre 1514, ein Schmerzensmann (Pinsel in Weiß auf dunkelbraun koloriertem Untergrund). Auf der Nürnberger Kaiserburg haben sich darüber hinaus einige Fresken Springinklees erhalten.